# 대전광역시교육감
대전광역시교육감은 대전광역시교육청을 지휘하는 차관급 정무직 공무원이다.

## 역대 교육감
| 선출방식    | 대수       | 이름           | 임기                              | 비고                             |
| ----------- | ---------- | -------------- | --------------------------------- | -------------------------------- |
| 관선        | 1대        | 홍재은(洪在殷) | 1953년 9월 17일 ~ 1954년          |                                  |
| 관선        | 2대        | 조성구(趙成九) | 1954년 ~ 1961년 3월               |                                  |
| 간선        | 3대        | 심재갑(沈載甲) | 1961년 3월 ~ 1962년 2월 20일      | 장면 내각에서 간선제 실시        |
| 관선        | 4대        | 유성희(柳聖熙) | 1962년 2월 27일 ~ 1964년 3월 23일 | 박정희 정권에서 다시 관선제 실시 |
| 관선        | 5대        | 맹하영(孟夏永) | 1964년 3월 23일 ~ 1966년 12월 3일 |                                  |
| 관선        | 6대        | 한창수(韓昌洙) | ? ~ ?                             |                                  |
| 관선        | 7대        | 박경원(朴景源) | 1986년 1월 6일 ~ 1993년 1월 5일   |                                  |
| 간선        | 8대        | 박경원(朴景源) | 1993년 1월 6일 ~ 1997년 1월 15일  | 재선/간선제 초선                 |
| 간선        | 9대        | 홍성표         | 1997년 1월 16일 ~ 2001년 1월 15일 |                                  |
| 간선        | 10대       | 홍성표         | 2001년 1월 16일 ~ 2005년 1월 15일 | 재선                             |
| 간선        | 11대       | 오광록         | 2005년 1월 16일 ~ 2006년 6월 8일  |                                  |
| 교육부 파견 | 권한대행   | 권영구         | 2006년 6월 9일 ~ 2006년 8월 2일   | 부교육감                         |
| 간선        | 12대       | 김신호         | 2006년 8월 3일 ~ 2009년 1월 15일  | 보궐선거 당선                    |
| 직선        | 13대       | 김신호         | 2009년 1월 16일 ~ 2014년 6월 30일 | 재선/직선제 초선/3선             |
| 직선        | 15·16·17대 | 설동호         | 2014년 7월 1일 ~                  | 3선                              |

## 같이 보기
- 대전광역시교육감 선거